# Związek Uchodźców Śląskich
Związek Uchodźców Śląskich – polska międzywojenna organizacja społeczna grupująca uchodźców politycznych z niemieckiej części Śląska, którzy po powstaniach śląskich uciekli przed represjami bądź zostali wysiedleni do Polski.

## Historia
Początkowo istniało wiele regionalnych organizacji, które grupowały w Polsce uchodźców z różnych części Śląska. Duża część uchodźców wyemigrowała również do Francji. Związek Uchodźców Śląskich powstał 6 czerwca 1926 roku w wyniku scalenia trzech organizacji wychodźców śląskich: Związku Uchodźców ze Śląska Opolskiego, Komitetu Zapomogi dla Uchodźców i Politycznych Więźniów oraz Związku Uchodźców ze Śląska Cieszyńskiego. Jej celem była samopomoc, opieka oraz reprezentacja środowisk wypędzonych z niemieckiej części Śląska. Organizacja działała do 1939 roku i w roku 1938 zrzeszała około 59 tysięcy członków.
Związek podejmował również próby uzyskania odszkodowania od niemieckiego skarbu państwa za mienie uchodźców pozostawione w Niemczech. Dzięki zabiegom organizacji Śląski Urząd Wojewódzki powołał w 1927 roku Referat Wychodźczy, który do 27 listopada 1927 roku zajmował się zbieraniem dokumentów oraz deklaracji uchodźców. Swoje roszczenia zgłosiło 11 tysięcy osób na ogólną sumę 64 mln 334 tys. ówczesnych złotych polskich. W roku 1929 miało tę kwestię uregulować porozumienie polsko-niemieckie podpisane 31 października. Uchodźcom zostały wypłacone w międzywojennej Polsce jedynie zapomogi. Sprawa ta pozostała niezałatwiona aż do wybuchu II wojny światowej i później już nigdy nie była przedmiotem rozmów międzypaństwowych.

## Organizacja
Organem naczelnym był zarząd związku, któremu podlegały filie regionalne:
- Związek Uchodźców Śląskich w Rybniku – Józef Płaczek[3]
- Związek Uchodźców Śląskich w Orzegowie – Jan Trzęsiok